# Йоркшър и Хъмбър
Йоркшър и Хъмбър (на английски: Yorkshire and the Humber) е един от деветте официални региона в Англия. Обхваща по-голямата част на Йоркшър (административните райони на Южен Йоркшър, Западен Йоркшър, Източен Йоркшър, Хъл, Северен Йоркшър и град Йорк), както и Северен Линкълншър и Североизточен Линкълншър. Не включва Мидълзбро, Редкар и Клийвланд или други части на Йоркшър, като Седбър. Най-големите селища са Лийдс, Шефилд, Брадфорд, Хъдърсфийлд и Йорк. Населението е 5 450 130 по приблизителна оценка от юни 2017 г.

## География

### Геология
В региона Йоркшър и Хамбер има много тясна връзка между основните топографски области и геологията, която е в основата му. Пенинската верига от хълмове на запад е от карбонов произход. Централната долина е триаска. Норт Йорк Морс в североизточната част на графството са юрски по възраст, докато Йоркшър Уолдс и Линкълншър Уолдс на югоизток са кредени възвишения.
Най-високата точка на региона е Уернсайд, в Йоркшър Дейлс – 737 метра.

### Реки
Регионът се оттича от няколко реки. В западните и централни части на Йоркшир многото реки изпразват водите си в река Уз, която достига до Северно море чрез устието на Хъмбър. Най-северната от реките в системата на Уз е река Суейл, която оттича Суейлдейл преди да премине през Ричмънд.

### Климат
Този регион на Англия обикновено има прохладно лято и сравнително мека зима, като планинските райони на Норт Йорк Морс и Пенините изпитват най-хладното време, а Вейл ъф Йорк –най-топлото Метеорологичните условия варират от ден на ден, както и от сезон на сезон. Широчината на района означава, че е повлиян от предимно западни ветрове с депресии и свързаните с тях фронтове, което води до ветровито време, особено през зимата. Между депресиите често има малки мобилни антициклони, които носят периоди на хубаво време. През зимата антициклоните носят студено сухо време. През лятото антициклоните са склонни да донесат сухи, утаени условия, които могат да доведат до суша. За своята географска ширина тази зона е мека през зимата и по-хладна през лятото поради влиянието на Гълфстрийм в северната част на Атлантическия океан.

## Административни единици
Регионът се състои от следните административни единици:
- Южен Йоркшър

1. Шефилд
2. Родъръм
3. Барнзли
4. Донкастър
- Западен Йоркшър

5. Уейкфийлд
6. Кърклийс
7. Колдърдейл
8. Брадфорд
9. Лийдс
- Северен Йоркшър

10. Йорк
- Източен Йоркшър

11. Кингстън ъпон Хъл
- Линкълншър

12. Северен Линкълншър
13. Североизточен Линкълншър

## Образование

### Висше образование
- Брадфордски университет
- Хъдърсфийлдски университет
- Хълски университет
- Лийдски университет
- Шефилдски университет
- Йоркски университет и др